# Мовад
Мовад (фінік.  ) — рада старійшин у стародавньому Біблі.
Мовад керував внутрішнім життям міста та встановлював порядок використання міських гаваней. Щонайменше з часів царя Закарбаала (середина XI ст. до н. е.) розглядав і питання зовнішньої політики, а з X ст. до н. е. — визначав вибір царя Бібла.